# Бојан Дубљевић
Бојан Дубљевић (Никшић, 24. октобар 1991) црногорски је кошаркаш. Игра на позицијама крилног центра и центра.

## Клупска каријера
Дубљевић је каријеру почео у Ибону из Никшића. Одатле је прешао у подгоричку Будућност с тим што је прво годину дана играо на позајмици у Ловћену, а од сезоне 2010/11. је постао првотимац Будућности. За две сезоне у Будућности освојио је две дупле круне у Црној Гори. У сезони 2011/12. уврштен је у други идеални тим Еврокупа.
У јуну 2012. потписао је уговор са шпанском Валенсијом. Провео је у клубу наредних 11 година и током тог периода је два пута освојио Еврокуп (2014. и 2019). У сезони 2016/17. са Валенсијом је освојио шпанску АЦБ лигу, прву у клупској историји. Тада је и проглашен најкориснијим играчем финала. Исте године са клубом је освојио и шпански Суперкуп када је поново проглашен за МВП-ја финала. Два пута узастопно освојио је награду за Еврокупову звезду у успону (2013. и 2014) док је четири пута уврштен у идеални тим Еврокупа (два пута у прву и два пута у другу петорку). Дубљевић је напустио Валенсију као други играч са највише одиграних мечева (629), страни играч са највише утакмица и највише сезона (11) и најбољи стрелац и скакач у историји клуба.
У сезони 2023/24. наступао је за Зенит из Санкт Петербурга.

## Репрезентација
Са репрезентацијом Црне Горе је играо на три Европска првенства (2013, 2017. и 2022) и на два Светска првенства (2019. и 2023).

## Успеси

### Клупски
- Будућност:
  - Првенство Црне Горе (2): 2010/11, 2011/12.
  - Куп Црне Горе (2): 2011, 2012.
- Валенсија:
  - Еврокуп (2): 2013/14, 2018/19.
  - Првенство Шпаније (1): 2016/17.
  - Суперкуп Шпаније (1): 2017.
- Зенит Санкт Петербург :
  - Суперкуп ВТБ јунајтед лиге (1): 2023.

### Појединачни
- Звезда у успону Еврокупа (2): 2012/13, 2013/14.
- Идеални тим Еврокупа — прва постава (2): 2016/17, 2018/19.
- Идеални тим Еврокупа — друга постава (3): 2011/12, 2013/14, 2021/22.
- Најкориснији играч финала Првенства Шпаније (1): 2016/17.